# Pommersches Landesmuseum

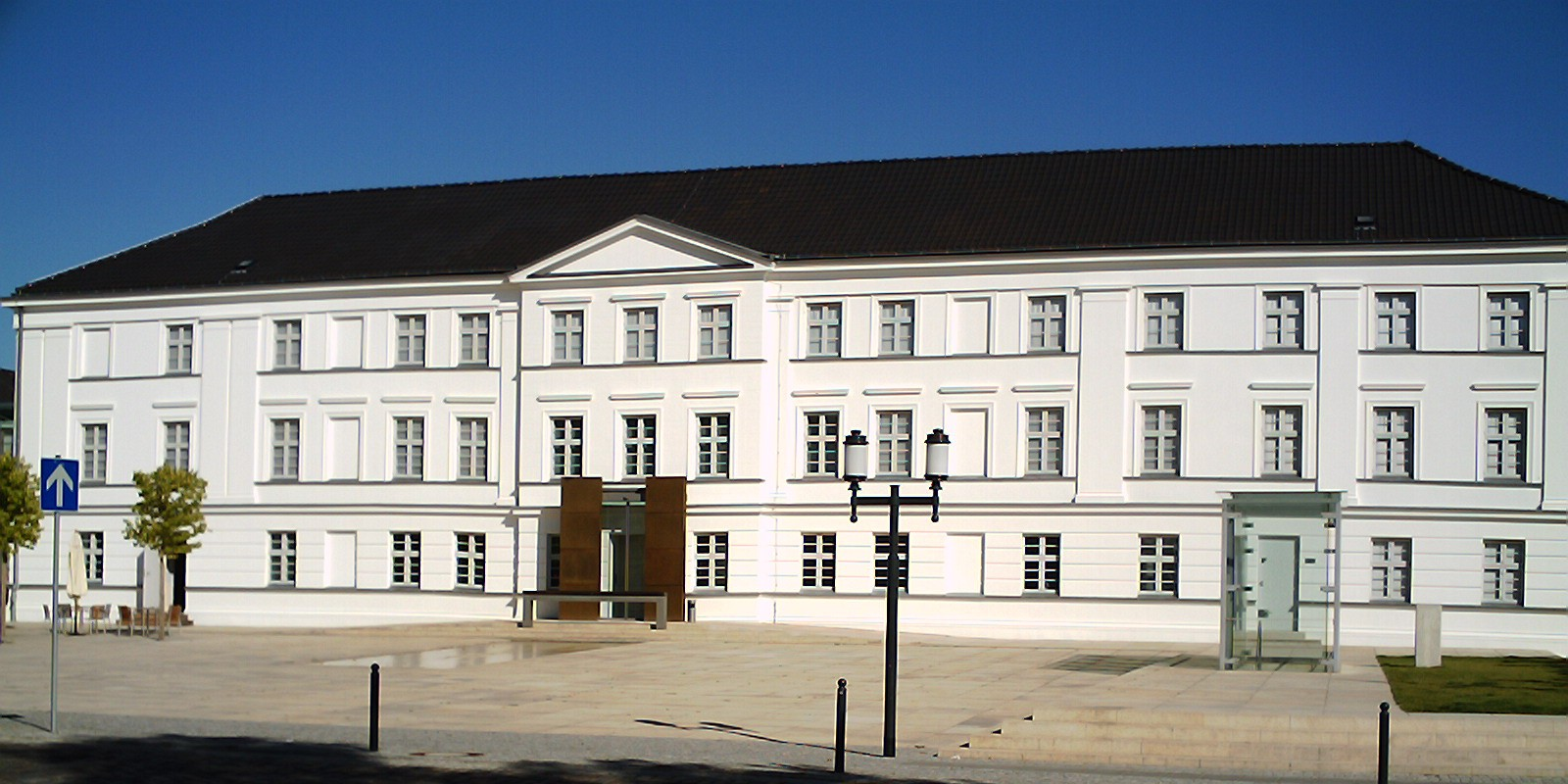
Het hoofdgebouw van het Pommersche Landesmuseum

Het Pommersche Landesmuseum  is een museum te Greifswald, in de deelstaat Mecklenburg-Voor-Pommeren in Duitsland.
Het zwaartepunt van de collecties ligt bij schilderkunst uit de periode 1500-1900 en grafische kunst, zoals kopergravures, etsen en prenten.
Het staat in het zuidoosten van de binnenstad van Greifswald, en is gevestigd in vier, door een glazen overkapping met de naam Museumstraße met elkaar verbonden, gebouwen. Deze staan aan de Mühlenstraße en de loodrecht daarop lopende Rakower Straße.

## Geschiedenis

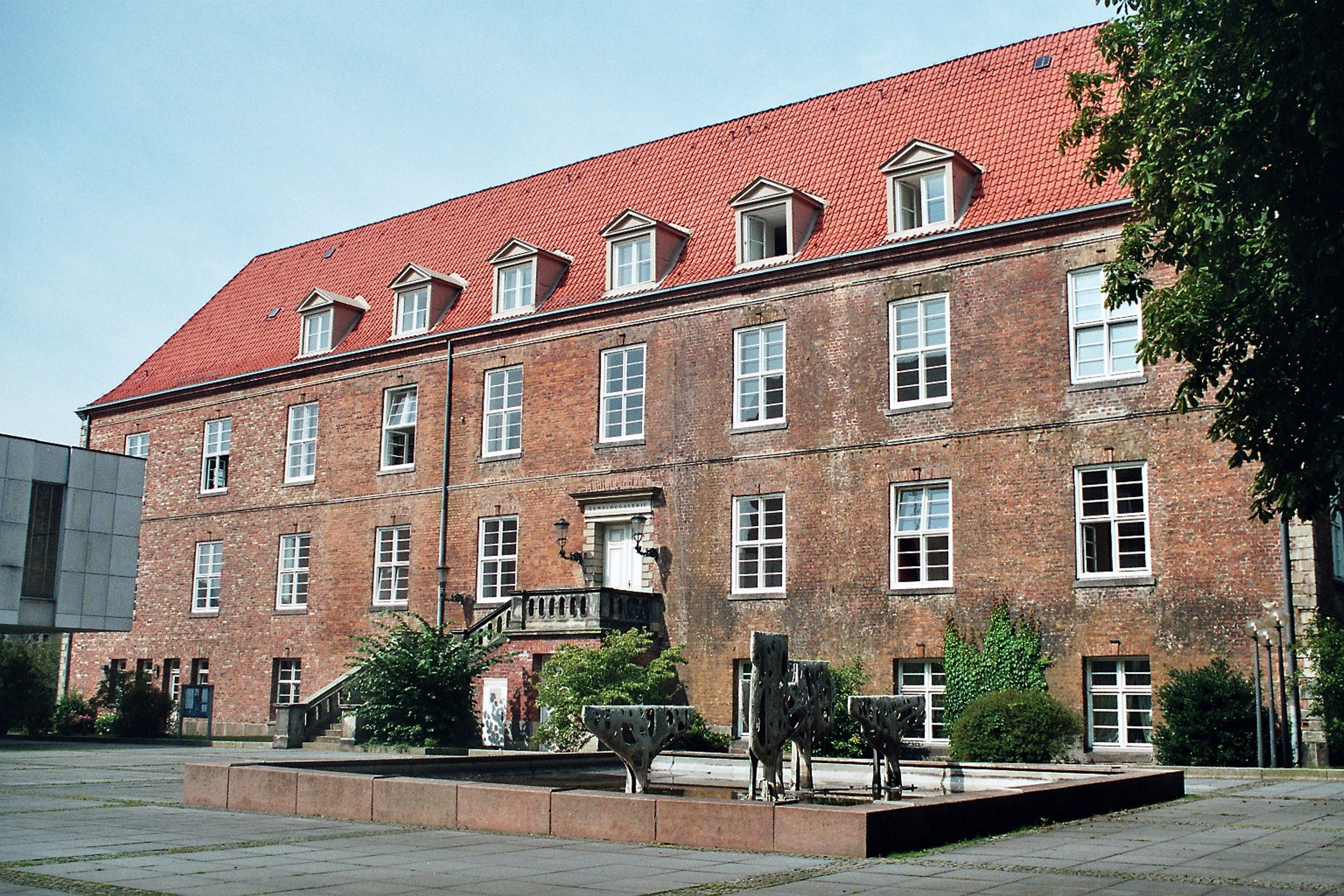
Het Rantzau-gebouw te Kiel

De belangrijke schilderijencollectie bevond zich van 1913 tot 1945 in een museumgebouw aan de straat Hakenterrasse (thans geheten: Wały Chrobrego) in het toen nog Duitse Stettin, thans Szczecin in Polen. Mede daarom hecht de organisatie, die het huidige museum bestuurt, groot belang aan een vriendschapsband met de Republiek Polen, en is er een intensieve samenwerking met Poolse culturele organisaties. Omdat Pommeren in de 15e-18e eeuw van tijd tot tijd deel heeft uitgemaakt van Denemarken of Zweden, zijn ook de culturele autoriteiten van die beide landen op vriendschappelijke wijze  betrokken bij besluitvoeringen, die op dit museum betrekking hebben.
Tegen het eind van de Tweede Wereldoorlog werd de collectie door de Geallieerden in veiligheid gebracht. De kunstwerken werden in een kasteel bij Coburg opgeslagen, en van 1962-1969 in die stad tentoongesteld. De deelstaat Sleeswijk-Holstein had en heeft een bijzondere band met het toen in het buitenland (de DDR) gelegen Pommeren; er bestonden talrijke groeperingen, die de Pommerse kunst en cultuur voor West-Duitsers wilden behouden en toegankelijk maken. Daaronder was de door de overheid van Sleeswijk-Holstein opgerichte en ondersteunde Stiftung Pommern. Deze wist uiteindelijk, met medewerking van de invloedrijke, door de Duitse regering in 1957 al opgerichte, Stiftung Preußischer Kulturbesitz, te bewerken, dat de verzameling naar de stad Kiel verhuisde. In 1971 werd de collectie voor het publiek weer toegankelijk. Ze was ondergebracht in het Rantzau-gebouw, een in 1965 herbouwd gedeelte van het in de Tweede Wereldoorlog verwoeste Kieler Schloss (Kasteel van Kiel).
Na de Duitse hereniging van 1990 hield de Duits-Duitse grens op te bestaan. Nieuwe overheidsinitiatieven, gesteund door o.a. de Universiteit Greifswald, leidden er uiteindelijk rond de jaarwisseling 1999/2000 toe, dat te Greifswald, in eerste instantie alleen de schilderijencollectie voor publiek geopend werd. De schilderijen kwamen te hangen in een uit 1797 daterend, door de architect Quistorp ontworpen  voormalig schoolgebouw. In 2005 waren de andere gebouwen gereed, en was de gehele huidige collectie terug in Pommeren. Een kleinere, gedurende de DDR-periode in Greifswald gebleven collectie, werd met de uit het Westen teruggekeerde verzameling herenigd.

## Collecties
- Geschiedenis van het Duitse gedeelte van Pommeren, en van de stad Greifswald in het bijzonder en haar directe omgeving; tentoongesteld in het hoofdgebouw van het museum; dit is het voormalige, uit 1845 daterende, voormalige armenhuis aan de Rakower Straße.
  - Een belangrijk object hier is het zogenaamde Croÿ-Teppich , een cultuurhistorisch belangrijk, uit 1554-1556 daterend wandtapijt, dat de Reformatie viert. Verscheidene kerkhervormers en Duitse vorsten uit de eerste helft van de 16e eeuw zijn erop afgebeeld. Het tapijt meet circa. 6,5 x 4,2 meter. Waarschijnlijk is het door een (verder nagenoeg onbekende) Brusselse tapijtmaker met de naam Peter Heymans geweven. Het dankt zijn benaming vermoedelijk aan hertogin Anna van Pommeren uit het Huis Croÿ, die het in de 17e eeuw in bezit had.
- Middeleeuwse voorwerpen
- Schilderijen, in het uit 1797 daterende, Quistorp-gebouw aan de Mühlenstraße, waaronder werk van:
  - Caspar David Friedrich, deze schilder uit de Romantiek werd te Greifswald geboren
  - Frans Hals
  - Vincent van Gogh
  - Emil Nolde
  - Philipp Otto Runge
- Grafische kunst, o.a. etsen, prenten en kopergravures
- De beide andere gebouwen van het museum zijn twee gedeelten van een voormalig franciscanenklooster. Eén daarvan is in gebruik voor speciale, tijdelijke exposities. Het andere, dat gedeeltelijk nog uit de late middeleeuwen dateert, en vroeger de bibliotheek van het klooster huisvestte, is voor educatieve activiteiten en als kantoor bij het museum in gebruik.

## Enkele topstukken uit de schilderijencollectie

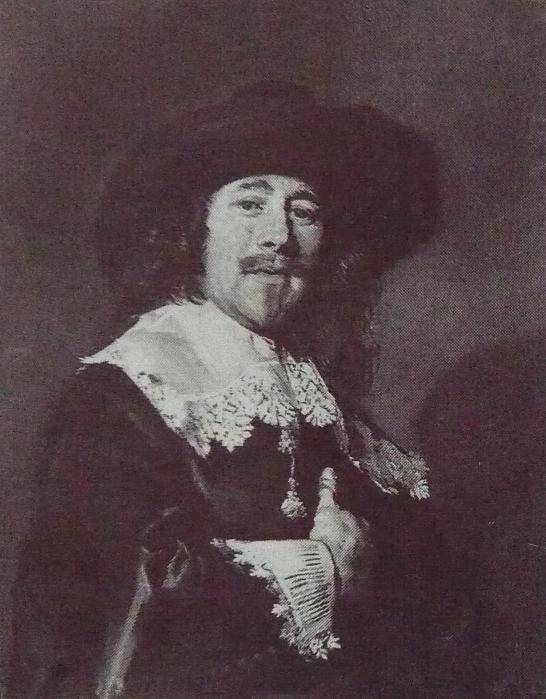
Frans Hals, Portret van een man (ca. 1640-42)
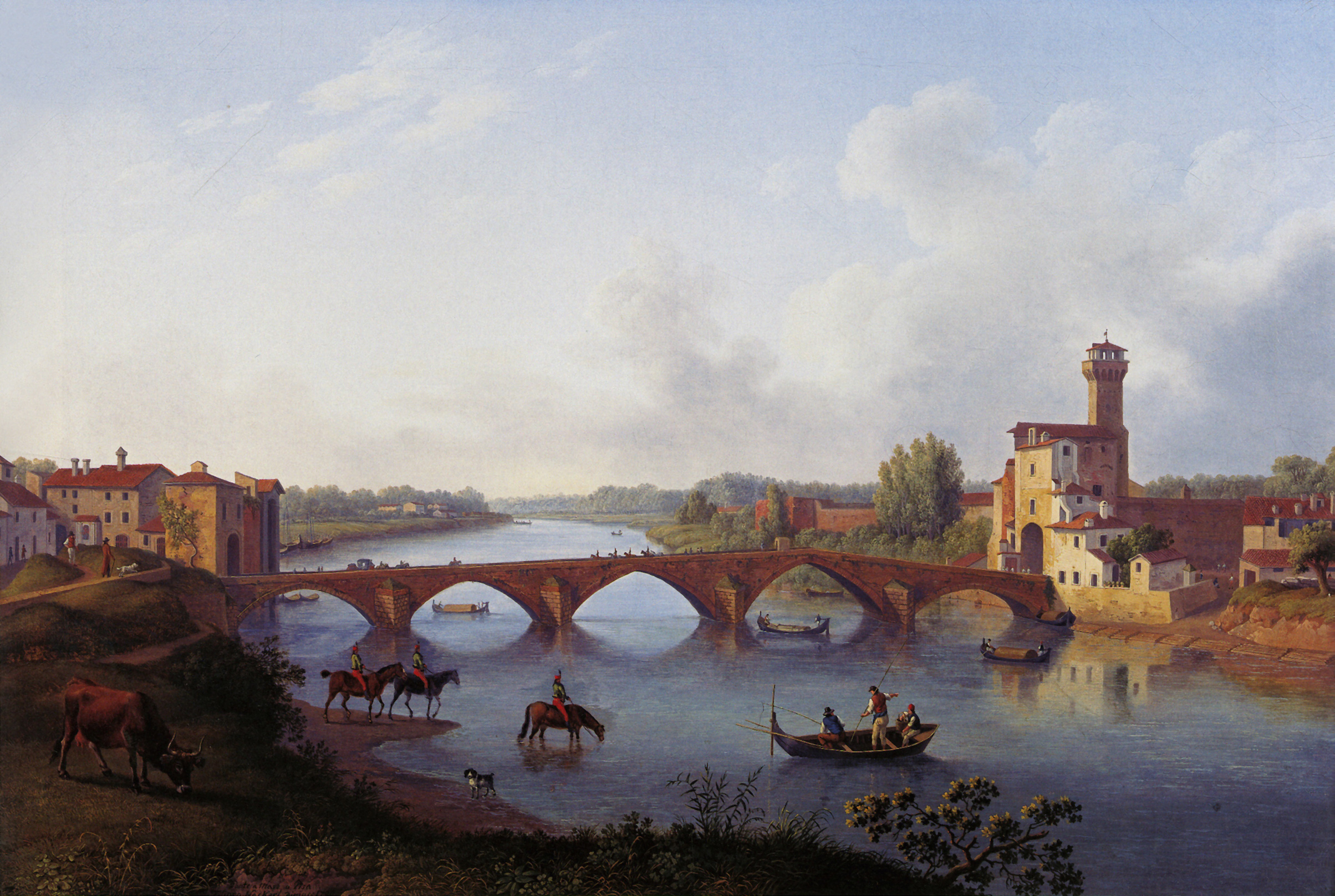
Jacob Philipp Hackert: De Ponte a Mare te Pisa (1799)
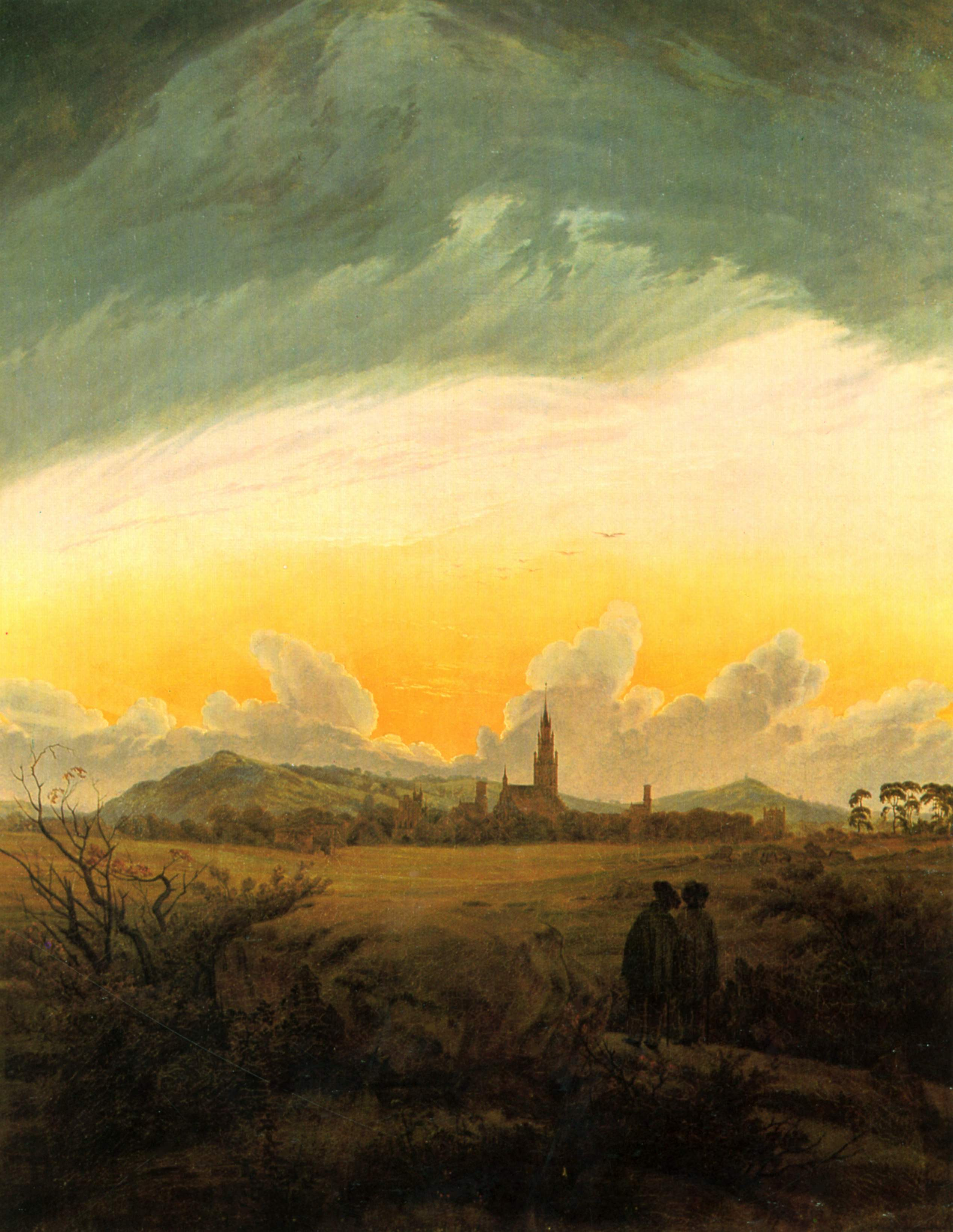
Caspar David Friedrich: Neubrandenburg in de ochtendnevel (1816/17)
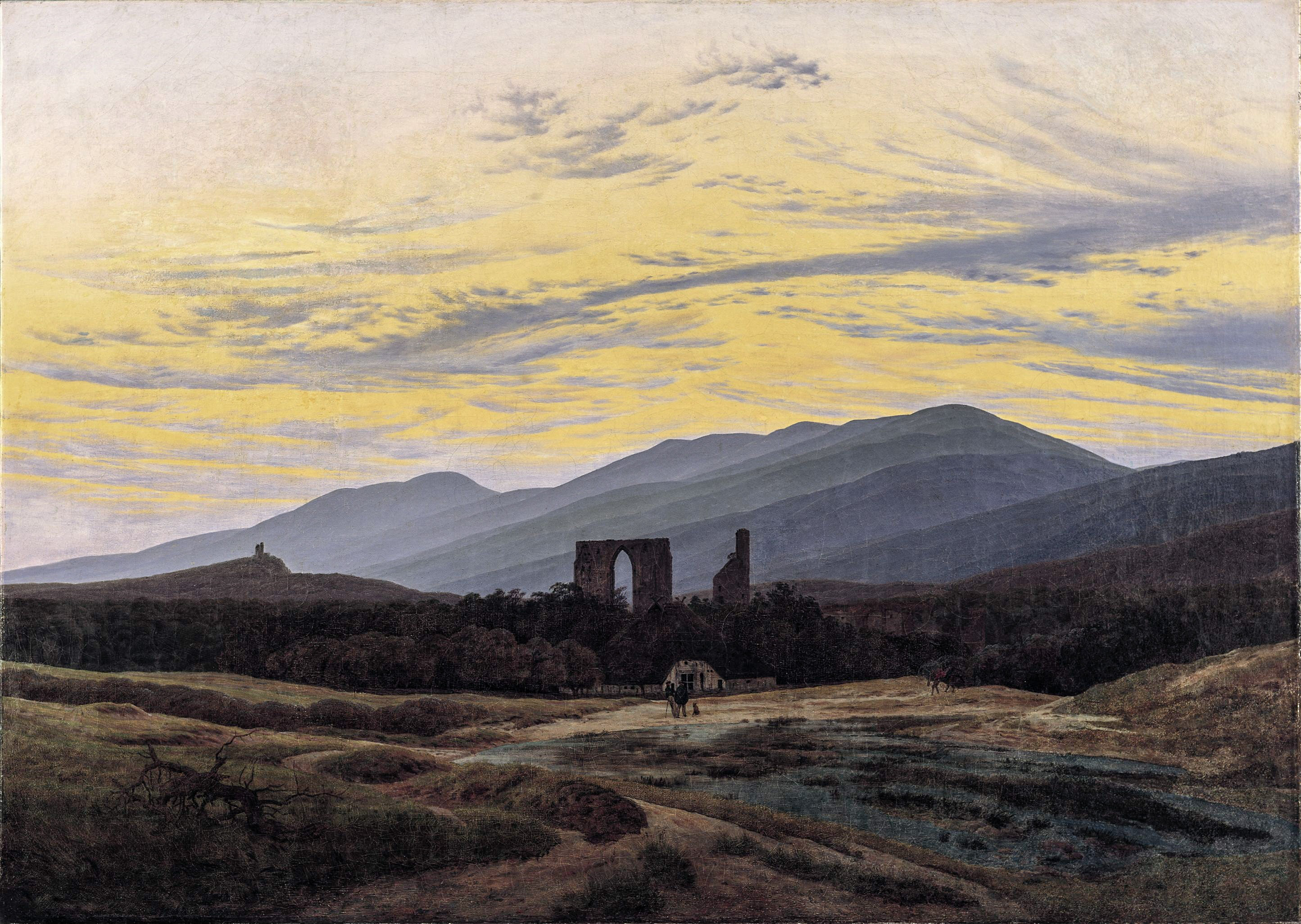
Caspar David Friedrich: Ruine Eldena in het Reuzengebergte
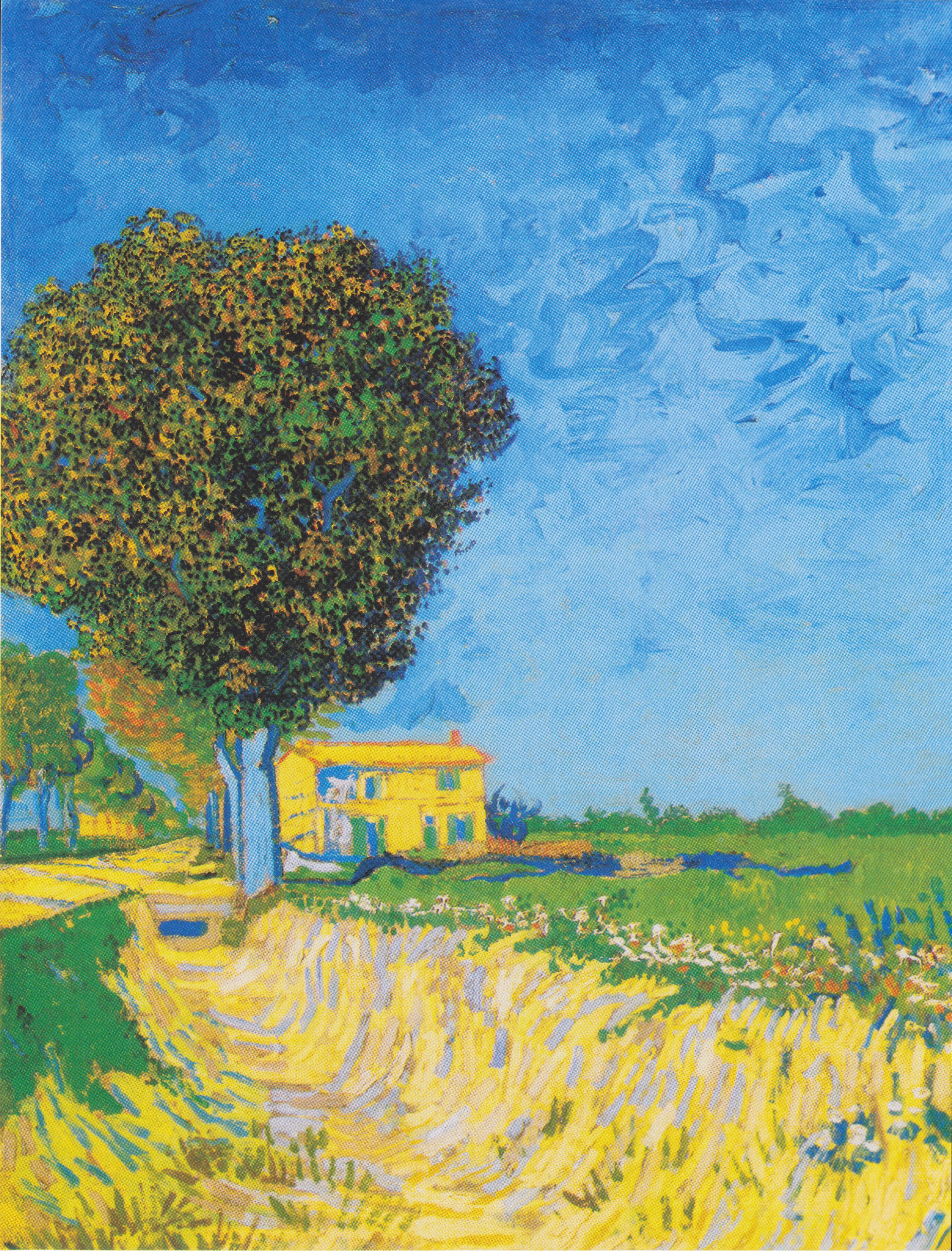
Vincent van Gogh: Laan bij Arles

## Overige afbeeldingen

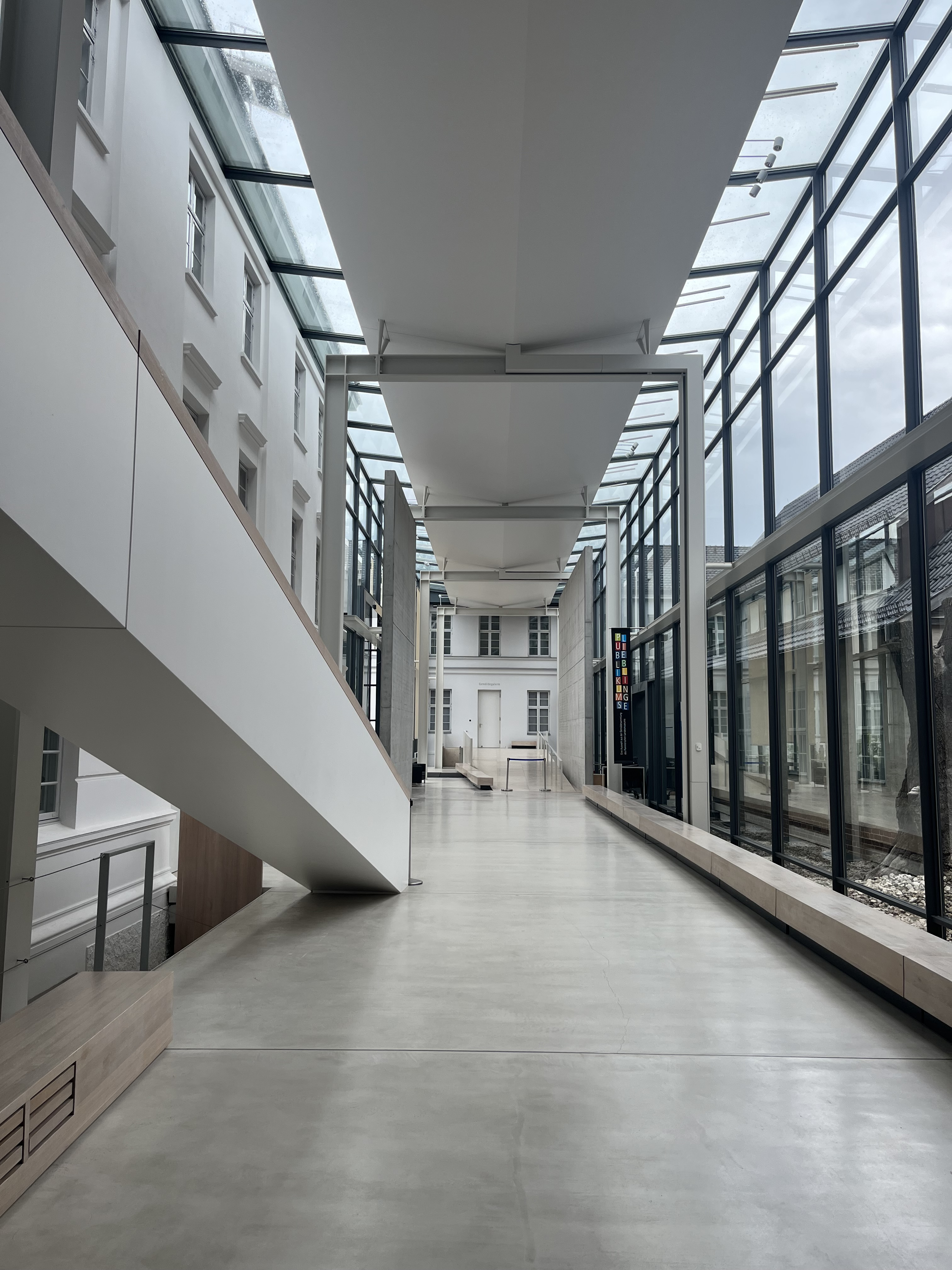
Museumstraße
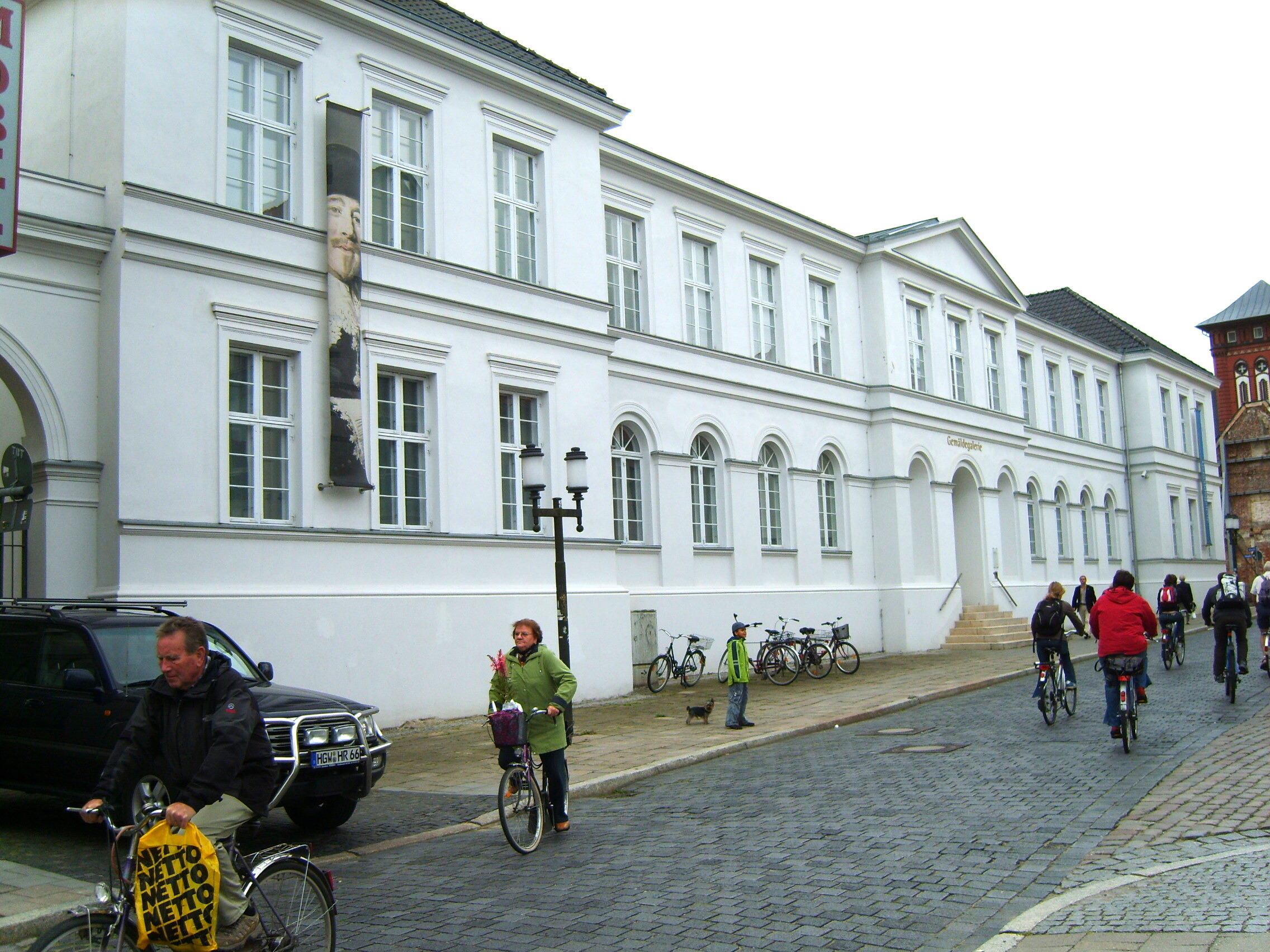
Gebouw Mühlenstraße, waar de schilderijencollectie zich bevindt
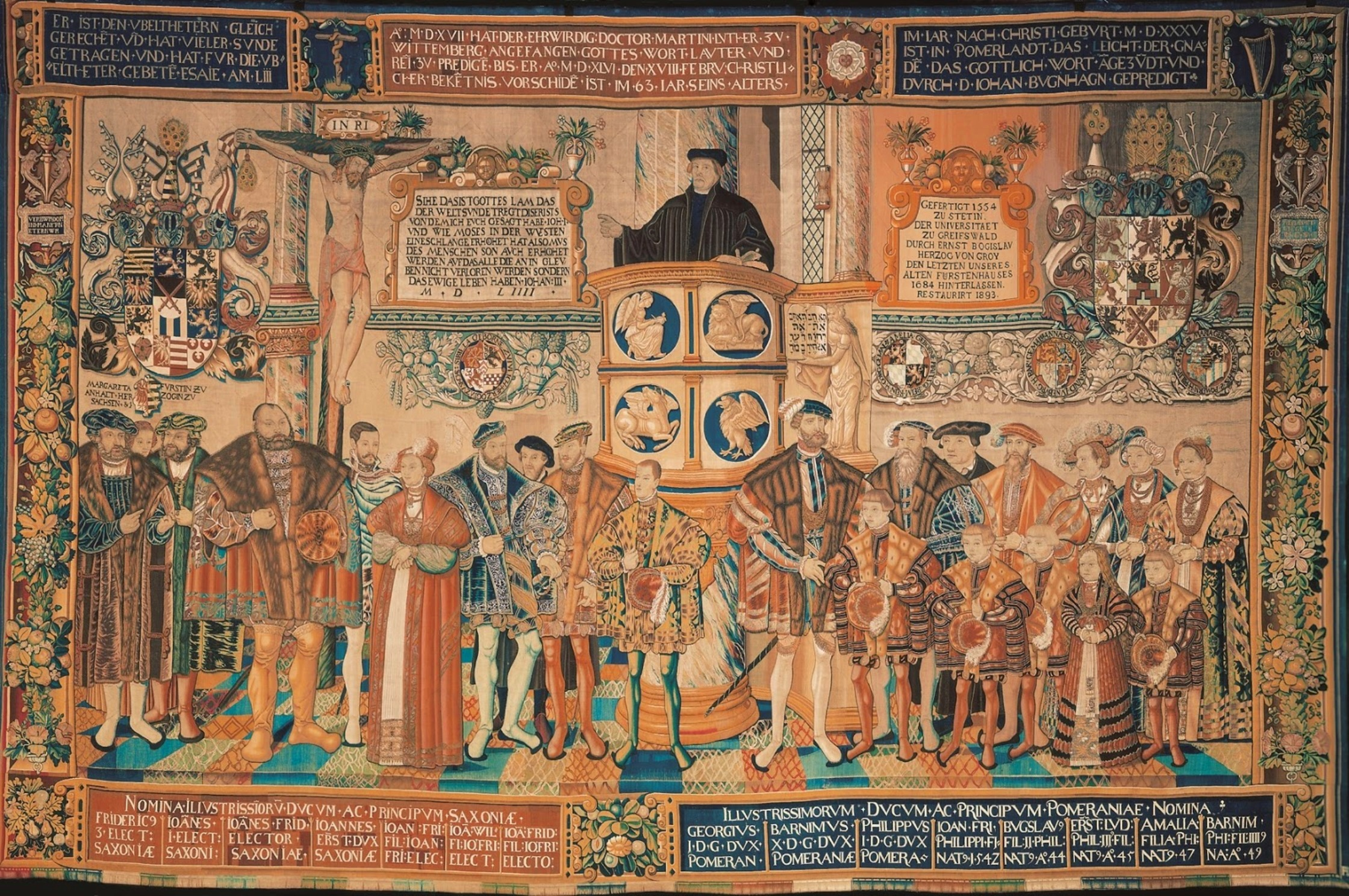
Wandtapijt uit 1554-1556 (Croÿ-Teppich )
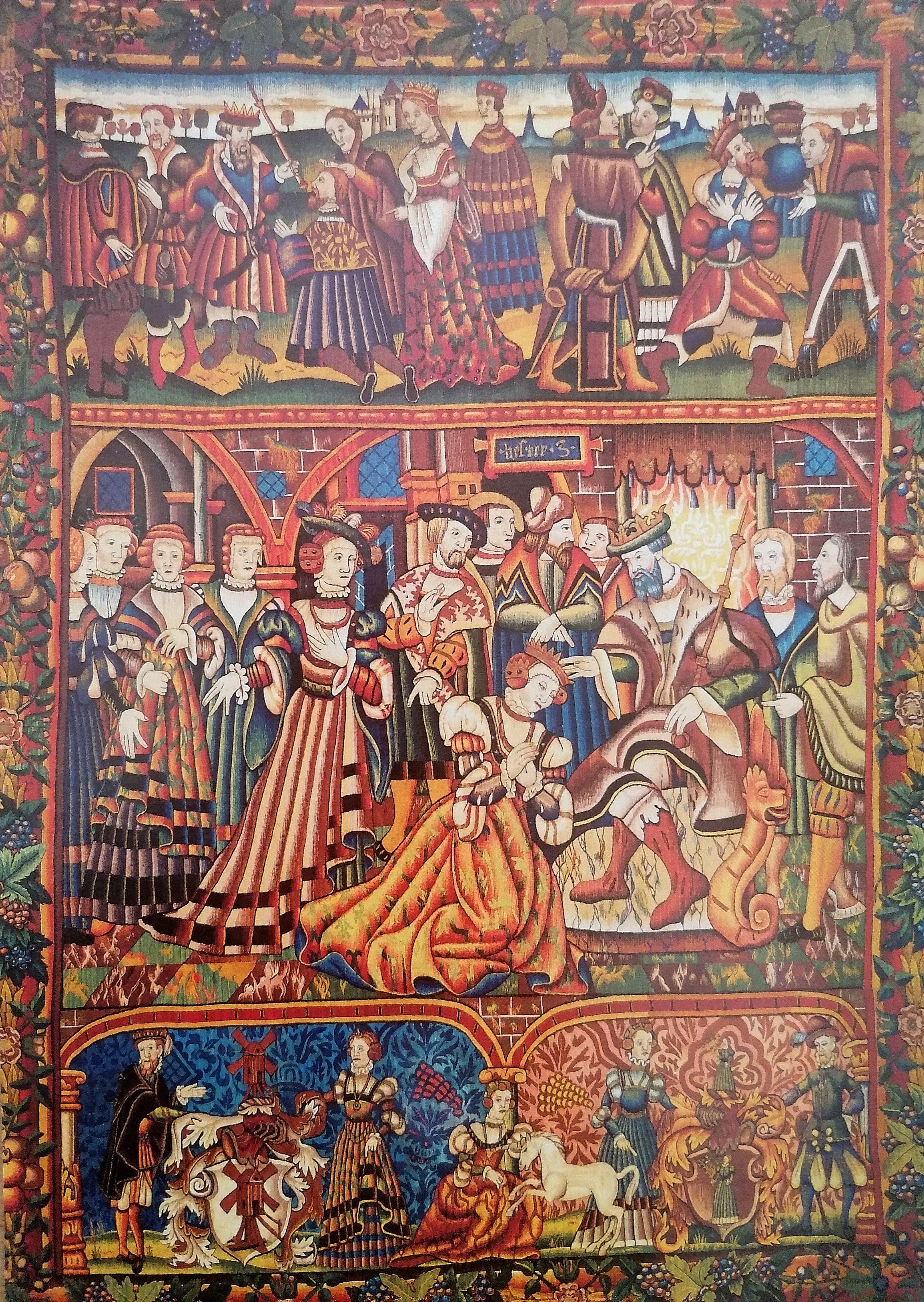
Wandtapijt Estherteppich met bijbelse voorstelling, ca. 1560, anoniem, 335 x 259 cm